# Коуди Роудс
Коуди Гарет Рънълс (род. 30 юни 1985) е американски кечист, познат като Коуди Роудс (на английски: Cody Rhodes).
Той е известен с времето си в All Elite Wrestling (AEW), където е първият и трикратен шампион на TNT, а също така и изпълнителен вицепрезидент.
Роудс придобива известност по време на първия си престой в Световната федерация по кеч от 2006 до 2016 г., където се изявява под истинското си име, както и под гимика Звезден прах (спин-оф на героя на брат му Златен прах). Роудс също се бие за различни други федерации, включително Total Nonstop Action Wrestling (TNA), Ring of Honor (ROH) и New Japan Pro-Wrestling (NJPW). Извън кеча, той е съдия в състезанието за таланти Go-Big Show по TBS и участва със съпругата си Бранди Роудс в риалити шоуто Rhodes to the Top по TNT.
Роудс е син на кечиста Дъсти Роудс и полубрат на Дъстин Роудс. След аматьорската борба, където той става двукратен шампион на щата Джорджия, Роудс следва стъпките на баща си и по-големия си брат и се присъединява към WWE през 2006 г., като първоначално е в територията за развитие на компанията Ohio Valley Wrestling (OVW). След като става шампион тройна корона в OVW, е повишен в основните шоута на WWE през 2007 г. и остава там в продължение на девет години, под истинското си име и по-късно като Звезден прах. По време на престоя си в WWE, Роудс става двукратен интерконтинентален шампион и е отборен кечист, печелейки шест отборни титли (три световни отборни и три отборни на WWE) с четирима отделни партньори. Роудс напуска WWE, след като иска освобождаване от договор през май 2016 г.
След напускането си, Роудс започва да се бие в независимите федерации, като също прави няколко изяви в TNA; той се бие под съкратеното име Коуди, поради това, че WWE притежава името "Коуди Роудс" до 2020 г., когато WWE му предава търговската марка. Във времевата рамка, обхващаща от началото на 2016 г. до началото на 2017 г., той се бие в събитията Кечмания на WWE, Final Battle на ROH и Wrestle Kingdom на NJPW, както и се появява за Impact Wrestling (бивша TNA) в Bound for Glory. През септември 2017 г. Роудс се бие в ROH, където става еднократен световен шампион на ROH. По-късно той става еднократен шампион на САЩ в тежка категория на IWGP и еднократен световен отборен шампион на ROH за шест човека (с Йънг Бъкс). През септември 2018 г. той печели Световната титла на NWA в тежка категория (поради партньорството на ROH с Националния кеч съюз (NWA)), като той и Дъсти са първите баща и син, спечелили титлата. Общо между WWE, AEW, NWA, ROH и NJPW, Роудс има 15 титли (включително две световни титли – а в края на лятото на 2018 г. той е носител на NWA World, IWGP US и ROH Six-Man титлите едновременно). През януари 2019 г. Роудс е представен като изпълнителен вицепрезидент на новосформираната федерация AEW, където е и кечист. По време на участието си в AEW, той става първият притежател на титлата на TNT през май 2020 г., която печели рекордните три пъти. След като не успява да се споразумее за нов договор, Коуди Роудс и съпругата му напускат AEW на 15 февруари 2022 г.

## В кеча
Финишър(и)
- Golden Lasso
- Кръстопътя
- Silver Spoon DDT

Сигнатири
- Alabama Slam
- Bulldog
- Crossbody
- Inverted suplex slam
- Knee drop
- Moonsault

Интро песни
- "Written in the Stars" на Джим Джонстън (16 юни 2014 – 22 май 2016) (като Звезден прах)

## Титли и постижения
- All Elite Wrestling
  - Титла на TNT (3 пъти)[1]
  - AEW Dynamite награда за най-добър момент на микрофона (2021)[2]

- National Wrestling Alliance
  - Световната титла в тежка категория на NWA (1 път)[3]

- New Japan Pro-Wrestling
  - Американска титла в тежка категория на IWGP (1 път)[4]

- Ohio Valley Wrestling
  - Титла в тежка категория на OVW (1 път)[5]
  - Телевизионна титла на OVW (1 път)[6]
  - Южни отборни титли на OVW (2 пъти) – с Шон Спиърс[7]

- Ring of Honor
  - Световна титла на ROH (1 път)
  - Световни шесторни отборни титли на ROH (1 път) – с Йънг Бъкс
  - ROH годишни награди (2 пъти)

- - Кечист на годината (2017)[8]
  - Вражда на годината (2018) – vs. Кени Омега[9]

- Sports Illustrated
  - Кечист на годината (2018)[10]

- WWE
  - Кралски грохот (2 пъти) – 2023, 2024
  - Безспорен шампион на WWE (1 път)
  - Интерконтинентална титла на WWE (2 пъти)[11][12]
  - Отборни титли на WWE (4 пъти) – с Дрю Макинтайър (1), Джей Усо (1) и Златен прах (2)[13]
  - Световни отборни титли (3 пъти) – с Хардкор Холи (1) и Тед Дибиаси (2)
  - Крал на ринга (1 път) – 2025
  - Награда Слами (2 пъти)